# İlqar Məmmədov (vívó)
İlqar Yaşar oğlu Məmmədov (oroszul: Ильгар Яшарович Мамедов, Ilgar Jasarovics Mamedov) (Baku, 1965. november 15. –) szovjet-azeri születésű, a Szovjetunió és Oroszország képviseletében is olimpiai bajnok, szovjet színekben világbajnok tőrvívó, edző, versenybíró, sportvezető, az orosz fegyveres erők ezredese. Felesége Jelena Zsemajeva, aki 1999-ben a női kardvívás első világ- és Európa-bajnoka lett.